# Neonauclea brassii
Neonauclea brassii är en måreväxtart som beskrevs av Spencer Le Marchant Moore. Neonauclea brassii ingår i släktet Neonauclea och familjen måreväxter. Inga underarter finns listade i Catalogue of Life.